# 鞍子山乡
鞍子山乡，是中华人民共和国辽宁省大連市庄河市下辖的一个乡镇级行政单位。

## 行政区划
鞍子山乡下辖以下地区：
鞍子山村、高房村、黄柏树村、温楼村、董铧炉村、磨盘山村、山海丰村、五块石村、花院村、金山村、朱营村和玉石岭村。